# Jørgen Elklit
Jørgen Elklit (født 12. oktober 1942 i Frederiksværk) er en dansk professor ved Institut for Statskundskab ved Aarhus Universitet.
Han er student fra Randers Statsskole (1961) og historiker (Aarhus Universitet, 1970), hvor han fik universitetets guldmedalje for en afhandling om analyse af den danske folketælling i 1845 ved hjælp af moderne teknik. Han blev ansat ved Institut for Statskundskab ved Aarhus Universitet, hvor han har været siden afbrudt af forskningsophold i Berlin, University of Notre Dame i USA og en periode som gæsteprofessor ved University of Cape Town.
Elklit har i sin forskning primært beskæftiget sig med danske valg og dansk vælgeradfærd, dels ved folketingsvalg, dels ved kommunalvalg. Hertil kommer arbejder om det hjemmetyske mindretals nationale identitet, politiske partier og spørgsmål i forhold til det danske folketingsvalgsystem. Elklits doktorafhandling fra 1988 Fra åben til hemmelig afstemning. Aspekter af et partisystems udvikling behandler blandt andet vælgeradfærden i Danmark i slutningen af 1800-tallet og begyndelsen af 1900-tallet, som studeres med nye metoder og derfor også giver ny viden.
Siden 1990 har Elklit haft en omfattende virksomhed som rådgiver om demokratisering og valg i nye demokratier som Nepal (1990-91). Elklit har været aktiv i mere end 20 lande, hvoraf de vigtigste er Sydafrika (medlem af IEC 1994-97 og af ETT 2002-03; desuden i bestyrelsen for EISA 1996-2009), Kenya (1992 og 2008; i 2008 sekretariatsleder for the Independent Review Commission, den såkaldt Kriegler-kommission), Lesotho (1999-2002 og igen 2007), Bosnien-Herzegovina, Kina (landsbyvalg) og Tanzania (1994-2002).
Elklit har en omfattende publikationsliste, som også omfatter redigerede bøger.

## Ekstern henvisning
- Jørgen Elklits hjemmeside